# Junkers-Larsen JL-12
Junkers-Larsen JL-12 – prototypowy amerykański samolot szturmowy powstały na bazie samolotu transportowego Junkers F.13 w 1921.  Samolot powstał jako prywatna inicjatywa Johna Larsena, dystrybutora samolotów Junkersa w Stanach Zjednoczonych. Maszyna była uzbrojona w bardzo oryginalny sposób w  trzydzieści pistoletów maszynowych Thompson. Samolot był oferowany na sprzedaż między innymi siłom lotniczym Stanów Zjednoczonych i Polski ale w żadnym z tych krajów nie został przyjęty do służby.  Zbudowano tylko jeden prototyp.

## Historia
Samolot został zaprojektowany w 1921 przez Johna Larsena którego firma J. L. Aircraft Corporation była dystrybutorem i licencyjnym producentem samolotów Junkersa w Stanach Zjednoczonych.  JL-12 powstał jako modyfikacja samolotu transportowego Junkers F.13 poprzez jego opancerzenie i zamontowanie silnika o większej mocy.  
Samolot został uzbrojony w oryginalny sposób – jego uzbrojenie strzeleckie stanowiło trzydzieści pistoletów maszynowych Thompson kalibru 11,43 mm.
W listopadzie 1921 H.G. Hartney złożył w Polsce ofertę sprzedaży lub produkcji licencyjnej tego samolotu.  Po otrzymaniu oferty polskie Siły Powietrzne przeprowadziły próby z wypożyczonym Junkersem F.13 które zostały ocenione negatywnie i nie zdecydowano się na zakup tego samolotu.
W tym czasie Siły Powietrze Stanów Zjednoczonych (USAAC) eksperymentowały z użyciem ciężkich, opancerzony samolotów szturmowych (Aeromarine PG-1, Boeing GA-1, Boeing GA-2, Orenco IL-1 oraz nieco późniejszy Gallaudet DB-1) i w grudniu 1921 JL-12 został zaoferowany USAAC do ewaluacji.  Według oblatywacza USAAC samolot był trudny w pilotażu, został także oceniony jako bardzo drogi, a wartość jego uzbrojenia została określona jako wątpliwa i samolot nie został zakupiony przez USAAC.

## Opis konstrukcji
Samolot szturmowy Junkers-Larsen JL-12 był dwumiejscowym, jednosilnikowym dolnopłatem o konstrukcji całkowicie metalowej, był przebudowanym samolotem transportowym Junkers F.13.  Samolot był napędzany chłodzonym cieczą silnikiem rzędowym typu Liberty L-12 o mocy 400-420 KM.
Oryginalne, metalowe poszycie samolotu zostało zastąpione dwa razy grubszym duraluminium Alcoa (0,025 cala, ok. 0,635 mm) oraz częściowo opancerzona blachą pancerną o grubości 9/64 cala (3,57 mm).
Uzbrojenie samolotu stanowiło trzydzieści pistoletów maszynowych Thompson kalibru 11,43 mm. Dwadzieścia osiem pistoletów maszynowych było zainstalowanych nieruchomo w dwóch bateriach, dwa były ruchome obsługiwane z kokpitu przez pilota i obserwatora.  Pierwsza bateria dwunastu pistoletów maszynowych znajdowała się bezpośrednio za fotelem pilota, druga bateria złożona z 16 pistoletów maszynowych zamontowana była w tylnej części kadłuba.  Pierwsza bateria skierowana była w przód i pod kątem w dół, pierwsza połowa drugiej baterii była skierowana prosto w dół, a druga część drugiej baterii strzelała do tyłu i pod kątem w dół.  Wszystkie pistolety maszynowe wyposażone były w 100-nabojowe magazynki bębnowe i miały dodatkowe trzy zapasowe magazynki.  Zdaniem producenta wymiana wszystkich magazynków zajmowała tylko cztery minuty ale zdaniem ekspertów w praktyce ten czas byłby znacznie dłuższy biorąc pod uwagę znaczną masę magazynków wynoszącą 10 funtów (ok. 4,5 kg), ciasnotę kadłuba oraz zapewne, w warunkach bojowych, gwałtownie manewrujący samolot.
Pistolety maszynowe operowane były przez pilota przy użyciu trzech dźwigni – pierwsza z nich uruchamiała przednią baterię dwunastu pistoletów maszynowych, druga uruchamiała tylną, szesnastopistoletową baterię, a trzecia uruchamiała wszystkie pistolety maszynowe.
Samolot mierzył 33 stóp długości oraz 10 stóp i 4 cale wysokości, a jego rozpiętość skrzydeł wynosiła 49 stopy (9,75, 3,15 i 14,93 m).  Powierzchnia skrzydeł wynosiła 414 stóp kwadratowych (38,46 m²).  Masa własna maszyny wynosiła 2900 funtów, a maksymalna masa startowa do 5000 funtów (1315 i 2267 kg).  Prędkość maksymalna wynosiła 125-145 mil na godzinę, a prędkość minimalna 55 mil na godzinę (od 88 do 201/233 km/h).  Zasięg wynosił do 400 mil (643 km).